# Everton Football Club 1901-1902
Questa pagina raccoglie i dati riguardanti l'Everton Football Club nelle competizioni ufficiali della stagione 1901-1902.

## Stagione
In First Division l'Everton lottò per il titolo contro il Sunderland; pur vincendo entrambi gli scontri diretti, i Toffees conclusero il campionato a tre punti dagli avversari. In FA Cup i Toffees incontrarono al primo turno i concittadini del Liverpool, venendo eliminati nella ripetizione dell'incontro.

## Rosa
Nella stagione 1901-1902 l'Everton adottò per la prima volta delle divise con maglie del colore royal blue, abbinate a calzoncini bianchi e calzettoni neri; la lunghezza dei bottoni sulla maglia venne ridotta.
| Manica sinistra · Maglietta · Maglietta · Manica destra · Pantaloncini · Calzettoni |

| N. |                        | Ruolo | Calciatore       |
| -- | ---------------------- | ----- | ---------------- |
|    | Inghilterra (bandiera) | P     | George Kitchen   |
|    | Scozia (bandiera)      | P     | William Muir     |
|    | Inghilterra (bandiera) | D     | Billy Balmer     |
|    | Inghilterra (bandiera) | D     | Tom Booth        |
|    | Scozia (bandiera)      | D     | Dickie Boyle     |
|    | Inghilterra (bandiera) | D     | George Eccles    |
|    | Inghilterra (bandiera) | D     | Bert Sharp       |
|    | Scozia (bandiera)      | D     | John Watson      |
|    | Inghilterra (bandiera) | D     | Sam Wolstenholme |
|    | Inghilterra (bandiera) | C     | Walter Abbott    |
|    | Inghilterra (bandiera) | C     | Joe Blythe       |
|    | Inghilterra (bandiera) | C     | Thomas Chadwick  |
|    | Scozia (bandiera)      | C     | Charles Clark    |
|    | Scozia (bandiera)      | A     | Jack Bell        |

| N. |                        | Ruolo | Calciatore      |
| -- | ---------------------- | ----- | --------------- |
|    | Scozia (bandiera)      | A     | Johnnie Bone    |
|    | Scozia (bandiera)      | A     | Adam Bowman     |
|    | Inghilterra (bandiera) | A     | Thomas Corrin   |
|    | Scozia (bandiera)      | A     | Peter Paterson  |
|    | Scozia (bandiera)      | A     | John Proudfoot  |
|    | Inghilterra (bandiera) | A     | Bruce Rankin    |
|    | Inghilterra (bandiera) | A     | William Roche   |
|    | Inghilterra (bandiera) | A     | Jimmy Settle    |
|    | Inghilterra (bandiera) | A     | Jack Sharp      |
|    | Inghilterra (bandiera) | A     | Harry Singleton |
|    | Scozia (bandiera)      | A     | Jack Taylor     |
|    | Inghilterra (bandiera) | A     | Wilf Toman      |
|    | Scozia (bandiera)      | A     | Alexander Young |